# Cristoforo Sabbadino
Cristoforo Sabbadino soprannominato "il Moretto" (Chioggia, 1489 – Venezia, 3 marzo 1560) è stato un ingegnere italiano della Repubblica di Venezia.

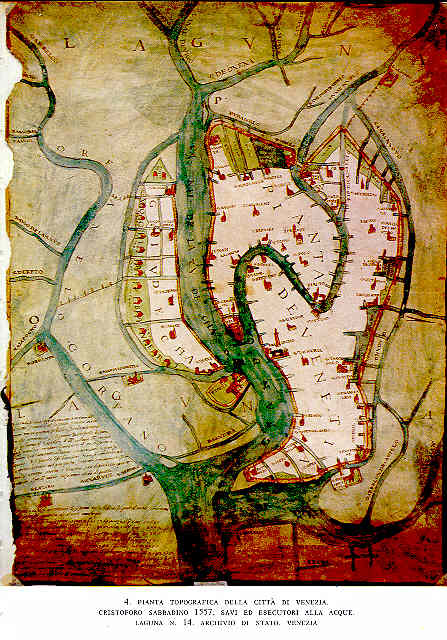
Pianta del progetto del Proto Sabbadino del 1557 per l'ampliamento delle Fondamenta di margine veneziane. Le aree di ampliamento sono segnate in colore verde.

È stato il primo Consultore della Repubblica Serenissima in materia di sicurezza del regime lagunare, e proto (primo tecnico) al servizio della Magistratura alle Acque. Considerato il primo e illustre ingegnere idraulico dei suoi tempi deviando il percorso dei fiumi nella laguna veneta, è rimasto noto per il suo Trattato delle acque che analizzò, storicamente ed idrograficamente con dettagliati rilevamenti tipografici, la laguna veneta.

## Disputa con Alvise Cornaro per l'espansione urbana di Venezia
Il suo Piano di sviluppo e di sistemazione idraulica di Venezia, redatto dopo la sua morte in un documento del 1557, è un esempio ante litteram di piano regolatore del territorio. Si tratta della risposta al progetto proposto da Alvise Cornaro di deviare il corso del Brenta per scongiurare il pericolo di interramento della laguna di Venezia, nonché di chiuderla in sé stessa separandola dal mare, con una sola bocca di porto verso l'Adriatico.
Sabbadino avalla la deviazione del fiume, opponendosi però alla chiusura della laguna; intuendo che il reale problema fosse lo scavo della laguna e dei canali, propone di riutilizzare i fanghi estratti per l'ampliamento urbano di Venezia (le aree interessate sarebbero nel retro della Giudecca, Santa Marta, tra San Francesco della Vigna e San Giovanni e Paolo); il finanziamento necessario all'opera si ricaverebbe con la vendita dei nuovi terreni; in tal modo la città si espanderebbe, anziché rinchiudersi in sé stessa.
Alvise Cornaro risponde proponendo una cinta muraria costruita nell'acqua, con dei bastioni ed un terrapieno tutto attorno creato con i fanghi scavati, su cui potrebbe sorgere un parco: egli vuole spingere l'ampliamento urbano verso la terraferma, andando contro a dei topoi tipici veneziani di città unica al mondo senza mura, o meglio che ha per mura l'acqua e per tetto il cielo. Nel 1560 proporrà un altro progetto per il bacino marciano (Piazza San Marco), costruendo su due velme, con i fanghi scavati, un teatro all'antica ed a scena fissa, una collinetta sormontata da una loggia aperta sui lati, che domini sul paesaggio (simile per concezione alla futura Villa Capra detta la Rotonda di Palladio); ed infine una fontana tra le Colonne di San Marco e San Todaro. Tale triangolo visivo sposterebbe il punto di vista dall'acqua (verso la piazza) a una visione verso l'acqua, interpretando così simbolicamente l'esortazione di Cornaro affinché la Serenissima attui una politica agricolo-imprenditoriale verso la terraferma al posto dell'attuale interesse verso quella marittimo-commerciale. Tale proposta utopistica però non ha seguito, mentre si realizza l'espansione urbana voluta da Sabbadino.
A Cristoforo Sabbadino è intitolata la Biblioteca civica della città di Chioggia.